# Sister (album)
Pour les articles homonymes, voir Sister.
Albums de Sonic Youth
EVOL
(1986) Daydream Nation
(1988)
Sister est un album du groupe Sonic Youth sorti en 1987 sur les labels SST Records et Blast First ; il a ensuite été réédité en 1994 par Geffen. La version CD contient un morceau supplémentaire, Master-Dik, que l'on retrouve dans l'EP du même nom (Master-Dik). On retrouve aussi les morceaux Beauty Lies in the Eye et Kotton Krown dans la compilation Screaming Fields of Sonic Love.
L'album est cité dans l'ouvrage de référence de Robert Dimery « 1001 albums qu'il faut avoir écoutés dans sa vie ».

## Titres
1. Schizophrenia - 4:38
2. (I Got A) Catholic Block - 3:26
3. Beauty Lies in the Eye - 2:19
4. Stereo Sanctity - 3:50
5. Pipeline/Kill Time - 4:35
6. Tuff Gnarl - 3:14
7. Pacific Coast Highway - 4:17
8. Hot Wire my Heart - 3:23
9. Kotton Krown - 5:08
10. White Kross - 2:58

### Titre supplémentaire de la version CD
1. Master-Dik - 5:10

## Composition du groupe
- Kim Gordon - Basse/Chant
- Thurston Moore - Guitare/Chant
- Lee Ranaldo - Guitare/Chant
- Steve Shelley - Batterie